# HMS Vengeful
Le HMS Vengeful (pennant number : P86) est un sous-marin de classe V. Il fut construit pour la Royal Navy durant la Seconde Guerre mondiale.

## Engagements
Le HMS Vengeful fut construit par Vickers-Armstrongs à Barrow-in-Furness, au Royaume-Uni, entre juillet 1943 et juillet 1944. Il sert dans la Royal Navy d’octobre 1944 à avril 1945. Son nom signifie « vengeur ». Et de fait, son insigne représentait une dague à la pointe ensanglantée, tournée vers le bas.
Le Vengeful a été prêté en avril 1945 à la marine de guerre hellénique, où il a servi sous le nom de Delfin (Y-9). Restitué au Royaume-Uni en 1957, il est ferraillé à Gateshead le 22 mars 1958.